# Physonota alutacea
Physonota alutacea is een keversoort uit de familie bladkevers (Chrysomelidae). De wetenschappelijke naam van de soort werd in 1854 gepubliceerd door Carl Henrik Boheman.